# 가이아나의 국기

비율 3:5

가이아나의 국기는 1966년 5월 26일에 제정되었다. 녹색 바탕에 하얀색 테두리를 두른 금색 화살촉이 그려져 있으며 깃대 쪽에는 검은색 테두리를 두른 빨간색 삼각형이 그려져 있다.
녹색은 농업과 삼림을, 하양은 풍요로운 물과 강을, 금색은 광물 자원을, 검정은 인내를, 빨강은 새로운 국가의 건설에 대한 국민의 열정과 활력을 의미한다.

## 색상
| 색상 | 빨강                | 검정            | 금색                 | 하양                  | 녹색               |
| ---- | ------------------- | --------------- | -------------------- | --------------------- | ------------------ |
| RGB  | 206–17–38 (#CE1126) | 0–0–0 (#000000) | 252–209–22 (#FCD116) | 255–255–255 (#FFFFFF) | 0–158–63 (#009E49) |

## 여러 가지 기

상선기 비율 1:2
민간 항공기
대통령기

## 과거의 기

영국령 기아나의 기 (1875~1906년)
영국령 기아나의 기 (1906~1919년)
영국령 기아나의 기 (1919~1955년)
영국령 기아나의 기 (1955~1966년)